# Storträsket (sjö i Finland, Österbotten, lat 63,82, long 22,82)
Storträsket är en sjö i Finland. Den ligger i kommunen Larsmo i landskapet Österbotten, i den centrala delen av landet, 400 km norr om huvudstaden Helsingfors. Storträsket ligger 24 meter över havet. Arean är 13,5 hektar och strandlinjen är 2,49 kilometer lång. Sjön  ingår i Egentliga Bottenvikens avrinningsområde. 